# RiuNet
RiuNet es el repositorio institucional de la Universidad Politécnica de Valencia, gestionado por su biblioteca, cuyo objetivo es ofrecer acceso en Internet a la producción científica, académica y corporativa de la comunidad universitaria con la finalidad de aumentar su visibilidad y hacerla accesible y preservable.
Desde 2008 RiuNet responde al compromiso de la Universitat Politècnica de València en el marco de la Iniciativa por el Acceso Abierto de Budapest, con su adhesión a la Declaración de Berlín sobre Acceso Abierto y su política institucional sobre acceso abierto.

## Contenido
RiuNet está pensado para que la Comunidad universitaria archive su producción. Permite depositar los objetos digitales de forma directa y sencilla en diferentes formatos (texto, imágenes, audio, vídeo, etc.) y ofrece un acceso seguro y permanente a los documentos asignándoles para ello un identificador único.
El contenido en RiuNet se clasifica en colecciones que se agrupan de comunidades. 
Política de las colecciones en RiuNet:
- Investigación, documentos generados por los docentes e investigadores de la Universidad en su labor de investigación científica producida o editada por los departamentos y centros de la UPV: artículos, congresos, monografías, tesis, software…
- Docencia, en esta comunidad se pueden encontrar materiales docentes, especialmente objetos de aprendizaje así como los trabajos académicos fin de carrera, grado o máster de los alumnos.
- Institucional, documentos informativos, normativos o administrativos, generados por la Universidad, por sus centros, unidades y servicios. Incluye documentos de trabajo, memorias de actividad, normas y reglamentos, lecciones inaugurales, etc. exceptuando los materiales de investigación, materiales docentes y revistas editadas por la UPV que están en sus respectivas colecciones.
- Patrimonial, en esta comunidad se pueden encontrar colecciones de documentos históricos y fondos específicos de la Universitat Politècnica de València así como donaciones de instituciones que tienen convenio con la UPV.

## Ventajas para el autor
- Los archivos abiertos son una alternativa eficaz a la hora de proteger los derechos de autor sobre sus trabajos. Al hacerlos públicos en la web y trabajar con protocolos y estándares que favorecen la visibilidad, se garantiza al autor que su trabajo se identificará con su persona, evitando de esta manera actos de plagio sobre su obra.
- El autor dispone de un canal de difusión para su producción intelectual.
- Se logra una mayor visibilidad, permitiendo su localización a través de Internet.
- Permite que los colegas encuentren tu producción, la conozcan y puedan citar tus trabajos, logrando un mayor impacto.

Además de trabajar directamente con los autores, el repositorio también ofrece a departamentos y unidades la posibilidad de depositar su producción científica o institucional.

## Difusión
Depositar los trabajos en RiuNet supone que sean difundidos además en otros recolectores y webs de trabajos científicos, esto hace que se puedan obtener más citaciones de otros compañeros, científicos, investigadores, dando una mayor visibilidad a éstos trabajos.
RiuNet sigue controles para asegurar la calidad de los contenidos y garantizar la perdurabilidad de los mismos. Igualmente cumple los estándares que aseguran la interoperabilidad con otros sistemas, lo que permite que el contenido sea recolectado por los principales recolectores científicos españoles, europeos y de carácter internacional. 
Además de en PoliBuscador (descubridor de la biblioteca de la UPV), los trabajos depositados en Riunet se pueden encontrar registros en: Recolecta, OpenAIRE, Google Scholar, TDX Tesis doctorals en Xarxa, DART-Europe, Hispana, WorldCat (OAIster), BASE, etc.

## Depositar trabajos
Para poder depositar trabajos en RiuNet es imprescindible ser miembro de la comunidad universitaria UPV. 

### Docentes (PDI) y PTGAS
Los miembros de la Universitat Politècnica de València que pertenecen a este grupo pueden autoarchivar sus trabajos. Actualmente las publicaciones cargadas en Senia ( CRIS de la UPV) son difundidas automáticamente desde RiuNet proceos, garantizando todos los aspectos derivados de los derechos de autor y de las editoriales implicadas. Para subir artículos a Senia hay que seguir unos pasos.

### Alumnos
Los alumnos solo pueden depositar trabajos académicos que deben ser incluidos en RiuNet para cumplir con la normativa vigente.
- tesis[9]
- proyectos final de carrera, trabajos final de máster o tesinas[10]